# Edificio Macaya
El edificio Macaya (anteriormente conocido como la Ferretería Macaya) es un inmueble histórico construido en la ciudad de San José, Costa Rica a inicios del siglo XX por encargo del comerciante colombiano Miguel Macaya Artuz y su familia. Desde su apertura fue utilizado como un gran almacén o ferretería, en la que se encontraban productos importados de casi cualquier tipo. Durante un largo periodo fue utilizado como un inmueble comercial, albergando a bastantes tiendas y negocios. Hoy en día, su interior se encuentra en restauración.